# ロレッタ・ヤング
ロレッタ・ヤング（Loretta Young、本名：Gretchen Young、1913年1月6日 - 2000年8月12日）はアメリカ合衆国ユタ州ソルトレイクシティ出身の女優。3歳のときに家族でハリウッドに移り住む。

## 来歴
両親が離婚したため、一家はロサンゼルスで下宿屋を開業。家計を助けるために姉のポリー・アン、サリーと共に子役として映画に出演。マーヴィン・ルロイ監督に声をかけられ、1928年に本格的に映画デビューした。
1930年、17歳のときに26歳の俳優グラント・ウィザースと駆け落ちするが、翌年に関係を解消。1934年にはクラーク・ゲーブルと『野性の叫び』での共演をきっかけに関係を持ち妊娠をしたが、世間にはそれを隠し通したまま1935年に極秘で娘ジュディを出産。世間には養女をとったとしていたが、晩年に書かれた自伝でゲーブルとの間にできた子であることを告白している。当時ゲーブルには妻がおり、またカトリック教徒として育てられたヤングは中絶することを拒んだという。1940年にプロデューサーのトム・ルイスと結婚するが、これもまたのちに離婚。
1947年の『ミネソタの娘』でアカデミー主演女優賞を受賞。それまでは賞とは一切無縁で、この時もロザリンド・ラッセルが本命視されていたが、予想では最下位だったヤングが受賞するという結果となった。受賞スピーチでは感極まって「やっとのことで…」と言ったまましばし絶句した。女優20周年目での出来事だった。
その後テレビにも進出し、1953年から1961年まで自分のテレビ番組『ロレッタ・ヤング・ショー』で活躍した。ちなみにこの番組は日本ではNHK総合テレビジョンで1960年から1962年にかけて放送された。

## 主な出演作品
| 公開年    | 邦題 原題                                         | 役名                                         | 備考                      |
| --------- | ------------------------------------------------- | -------------------------------------------- | ------------------------- |
| 1927      | 娘新旧両面鏡 Her Wild Oat                         | ビット                                       |                           |
| 1928      | 情炎夜曲 The Magnificent Flirt                    | デニス                                       |                           |
| 1928      | 真紅の海 Scarlet Seas                             | マーガレット                                 |                           |
| 1929      | 硝子箱の処女 The Girl in the Glass Cage           | グラディス                                   |                           |
| 1929      | スコール The Squall                               | イルマ                                       |                           |
| 1930      | 楽園の道 Road to Paradise                         | メアリー・ブレナン／マーガレット・ワーリング |                           |
| 1930      | キスメット Kismet                                 |                                              |                           |
| 1930      | 放蕩息子 The Devil to Pay!                        | ドロシー・ホープ                             |                           |
| 1931      | 娘三人記 Three Girls Lost                         |                                              |                           |
| 1931      | 繁盛娘 Big Business Girl                          | クレア・マッキンタイア                       |                           |
| 1931      | プラチナ・ブロンド Platinum Blonde                | ギャラガー                                   |                           |
| 1932      | タクシー Taxi!                                    | スー・ライリー・ノーマン                     |                           |
| 1932      | 天晴れウォング The Hatchet Man                    | Sun Toya San                                 |                           |
| 1932      | 生の創め Life Begins                              | グレイス・サットン                           |                           |
| 1933      | ブダペストの動物園 Zoo in Budapest                | エヴァ                                       |                           |
| 1933      | 男の一頁 The Life of Jimmy Dolan                  | ペギー                                       |                           |
| 1933      | 飢ゆるアメリカ Heroes for Sale                    | ルース                                       |                           |
| 1933      | 真夜中の処女 Midnight Mary                        | メアリー・マーティン                         |                           |
| 1933      | シー・ハド・トゥ・セイ・イエス She Had to Say Yes | フローレンス・デニー                         |                           |
| 1933      | 青空天国 Man's Castle                             | トリナ                                       |                           |
| 1934      | ロスチャイルド The House of Rothschild            | ジュリー・ロスチャイルド                     |                           |
| 1934      | 濁流 Born to Be Bad                               | レティ・ストロング                           |                           |
| 1934      | 霧に立つ影 Bulldog Drummond Strikes Back          | ローラ・フィールド                           |                           |
| 1934      | キャラバン Caravan                                | ウィルマ伯爵夫人                             |                           |
| 1934      | ホワイト・パレード The White Parade               | ジューン・アーデン                           |                           |
| 1935      | 戦ふ巨象 Clive of India                           | マーガレット                                 |                           |
| 1935      | 上海 Shanghai                                     | バーバラ・ハワード                           |                           |
| 1935      | 野性の叫び The Call of the Wild                   | クレア・ブレイク                             |                           |
| 1935      | 十字軍 The Crusades                               | ベレンガリア・オブ・ナヴァール               |                           |
| 1936      | 人妻の戒律 The Unguarded Hour                     | ヘレン                                       |                           |
| 1936      | 愛の花籠 Private Number                           | エレーン・ニール                             |                           |
| 1936      | 四つの恋愛 Ladies in Love                         | スージー                                     |                           |
| 1936      | ラモナ Ramona                                     | ラモナ                                       |                           |
| 1937      | 狙はれたお嬢さん （恋は特ダネ） Love Is News      | トニー・ゲイトソン                           |                           |
| 1938      | 四人の復讐 Four Men and a Prayer                  | リン・チェリントン                           |                           |
| 1938      | スエズ Suez                                       | ウジェニー・ド・モンティジョ                 |                           |
| 1939      | 科学者ベル The Story of Alexander Graham Bell     | メイベル・グラハム・ベル                     |                           |
| 1939      | 永遠に貴方を Eternally Yours                      | アニタ                                       |                           |
| 1941      | 嘆きの白薔薇 The Men in Her Life                  | リナ                                         |                           |
| 1944      | 愛のあけぼの And Now Tomorrow                     | エミリー・ブレア                             |                           |
| 1945      | 無宿者 Along Came Jones                           | チェリー                                     |                           |
| 1946      | ストレンジャー The Stranger                       | メアリー・ロングストリート                   |                           |
| 1947      | ミネソタの娘 The Farmer's Daughter                | カトリン・ホルストローム                     | アカデミー主演女優賞 受賞 |
| 1947      | 気まぐれ天使 The Bishop's Wife                    | ジュリア                                     |                           |
| 1948      | 荒原の女 Rachel and the Stranger                  | レイチェル・ハーヴェイ                       |                           |
| 1949      | 美しき被告 The Accused                            | ウィルマ・タトル                             |                           |
| 1949      | ママは大学一年生 Mother Is a Freshman             | アビゲイル                                   |                           |
| 1949      | 星は輝く Come to the Stable                       | シスター・マーガレット                       |                           |
| 1953-1961 | ロレッタ・ヤング・ショー The Loretta Young Show   | 主演                                         | テレビシリーズ            |
| 1962-1963 | ママと7人のこどもたち The New Loretta Young Show  | クリスティーン・マッセイ                     | テレビシリーズ            |